# 沼尻温泉
沼尻温泉（ぬまじりおんせん）は、日本の東北地方南東部、福島県耶麻郡猪苗代町蚕養こがいにある温泉である。

## 泉質
安達太良山を熱源としている。
- 硫黄泉

### 効能
- 胃腸病、リウマチ、神経痛、皮膚病等

※ 効能は万人に対して効果を保障するものではない。

## 温泉街
- 旅館やロッジが3軒存在する。(田村屋旅館、沼尻高原ロッジ、旅館ひいらぎ)
- 近隣に中ノ沢温泉が存在するが、中ノ沢温泉は当地からの引湯である。

## 歴史
江戸時代に開湯。230余年の歴史を誇る。元々は上流の源泉に近い場所に宿が形成されていた。
1900年（明治33年）7月の安達太良山大噴火の際には、硫黄製錬所の作業員の避難先にもなったが、4回目の噴火では火砕サージが温泉付近にまで達して、2.3軒の小屋を倒壊させた。
その後も硫黄鉱山の開発が進む中で、パイプにて下流に温泉を引き現在の温泉宿が形成されるようになった。

## アクセス
- 磐越西線猪苗代駅、磐越自動車道猪苗代磐梯高原ICから自動車で約30分

## その他
- 温泉から徒歩30分ほどの距離に源泉地帯があり、温泉水が滝（白糸の滝）となって流下している光景を見ることができる。湯が滝となっている光景は、カムイワッカの滝（北海道斜里町）、川原毛温泉（秋田県湯沢市）と並ぶがスケール感が乏しく知名度は今ひとつ低くなっている。
- 安達太良山の登山口にもなっている。登山道からは白糸の滝や沼ノ平を眺めることができる（ただし、沼ノ平コースは現在通行禁止）。山頂まで約4時間。

## 周辺
- 沼尻スキー場
- ボナリ高原ゴルフクラブ
- 中ノ沢温泉
- 母成峠
- 横向温泉
- 箕輪スキー場
- 磐梯吾妻スカイライン
- 磐梯吾妻レークライン